# Řeřicha chlumní
Řeřicha chlumní (Lepidium campestre) je nevysoká, nejčastěji dvouletá, bíle kvetoucí planě rostoucí rostlina vyrůstajících na přirozených i antropogenních stanovištích.

## Výskyt
Druh který se postupně rozšířil po celé Evropě (vyjma nejsevernějších oblastí), Malé Asii a okolí Kavkazu. S nástupem obchodování se semeny kulturních plodin byl jako nechtěná příměs (asi s jetelovým osivem) zavlečen do Severní a Jižní Ameriky, Jižní Afriky, Austrálie i na Nový Zéland. V České republice je považován za zdomácnělý archeofyt.
Řeřiše chlumní vyhovují sušší, dobře propustná stanoviště na vápencovém podloží s dostatkem slunce, na výživnost půdy není náročná. V minulosti vyrůstala více na obdělávané půdě jako plevel, nyní se vyskytuje častěji na kompostech, kamenitých skládkách, rumištích, v suchých trávnicích okolo cest nebo železničních náspů. V Česku je nejčastější v nížinách, v horských oblastech roste jen řídce.

## Popis
Řeřicha chlumní je šedě zelená, jemně chlupatá bylina většinou s jedinou lodyhou 15 až 50 cm vysokou rostoucí z tenkého kořene. Přímá, hustě olistěná lodyha je od spodu jednoduchá a teprve v horní části se větví. Přízemní listy v růžici a spodní lodyžní listy s řapíky mají čepele 2 až 6 cm dlouhé, lyrovité, chobotnatě zubaté a v době kvetení již suché. Střední a horní lodyžní jsou podlouhle vejčité se srdčitou přisedlou bázi, 2 až 4 cm dlouhé, nedělené, po obvodě zoubkované a na vrcholu špičaté. Tato jednoletá nebo dvouletá rostlina je variabilní ve vzrůstu, hustotě odění a tvarech listů, ojediněle se vyskytují exempláře s více lodyhami.
Na vrcholech větví vyrůstají na vodorovných stopkách, v prodlužujícím se hustém hroznu, mnohé nenápadné oboupohlavné květy. Čtyři podlouhlé vejčité kališní lístky jsou asi 1,5 mm dlouhé, čtyři obvejčité bílé korunní lístky asi 2,5 mm. Šest čtyřmocných tyčinek má žluté prašníky. Dva plodolisty vytvářejí semeník s jediným pestíkem. Kvetou v květnu až červenci.
Hustě chlupaté vodorovné stopky jsou stejně tak dlouhé nebo až dvojnásobně delší než vejčitě okrouhlé šešulky 5 až 6 mm velké. Lžícovitě prohnuté šešulky jsou kolmo na úzkou přepážku smáčknuté, na vrcholu křídlaté a vykrojené, obsahují dvě hnědá, vejčitá, zploštělá, 2 mm velká semena s jemně zrnitým osemením.

## Rozmnožování
Řeřicha chlumní se rozmnožuje výhradně semeny, jedná statná rostlina dává asi 600 semen. Semena většinou klíčí již brzy po uzrání, nejlépe z hloubky do 1 cm. Z hloubky pod 4 cm již nevyklíčí, podržují si však klíčivost po více než pět let. V prvém roce semenáč doroste do fáze přízemní růžice, v druhém roce vyrůstá květonosná lodyha. Na polích jako plevel rostou nejčastěji ve vytrvalých pícninách, jařinách nebo okopaninách. Jsou-li posečeny v době těsně před květem většinou již znovu neobrostou.

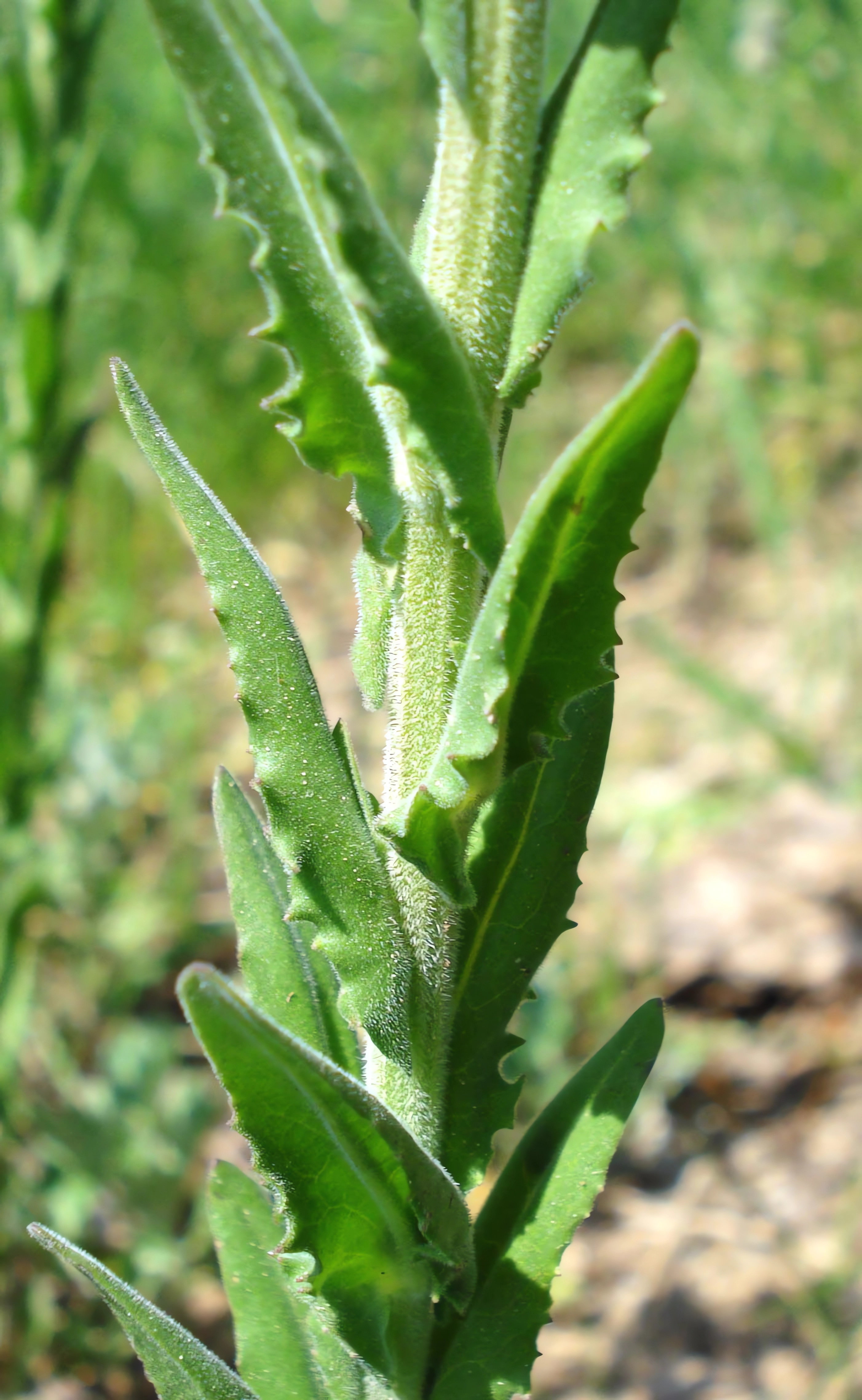
Lodyžní listy
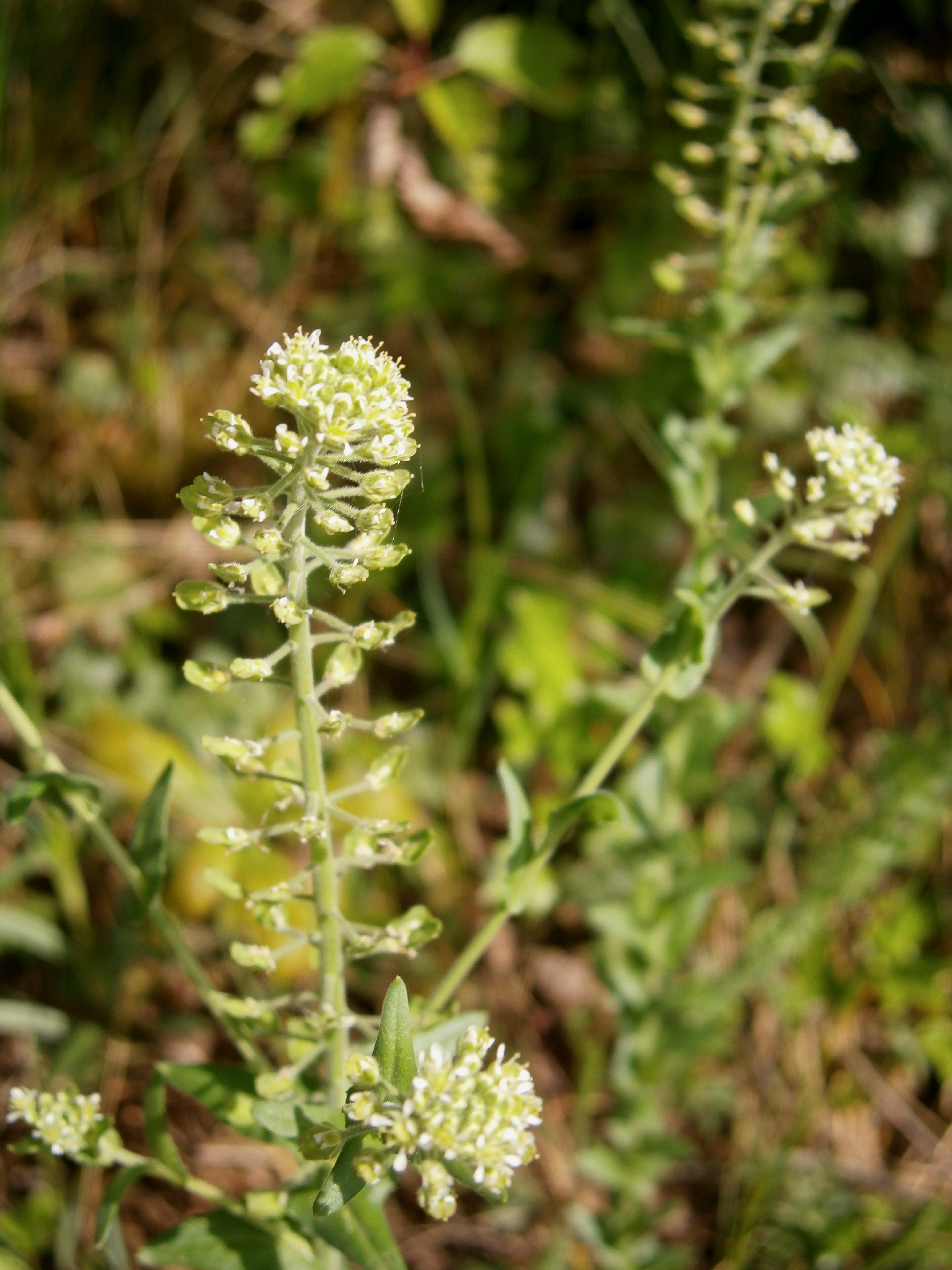
Květenství
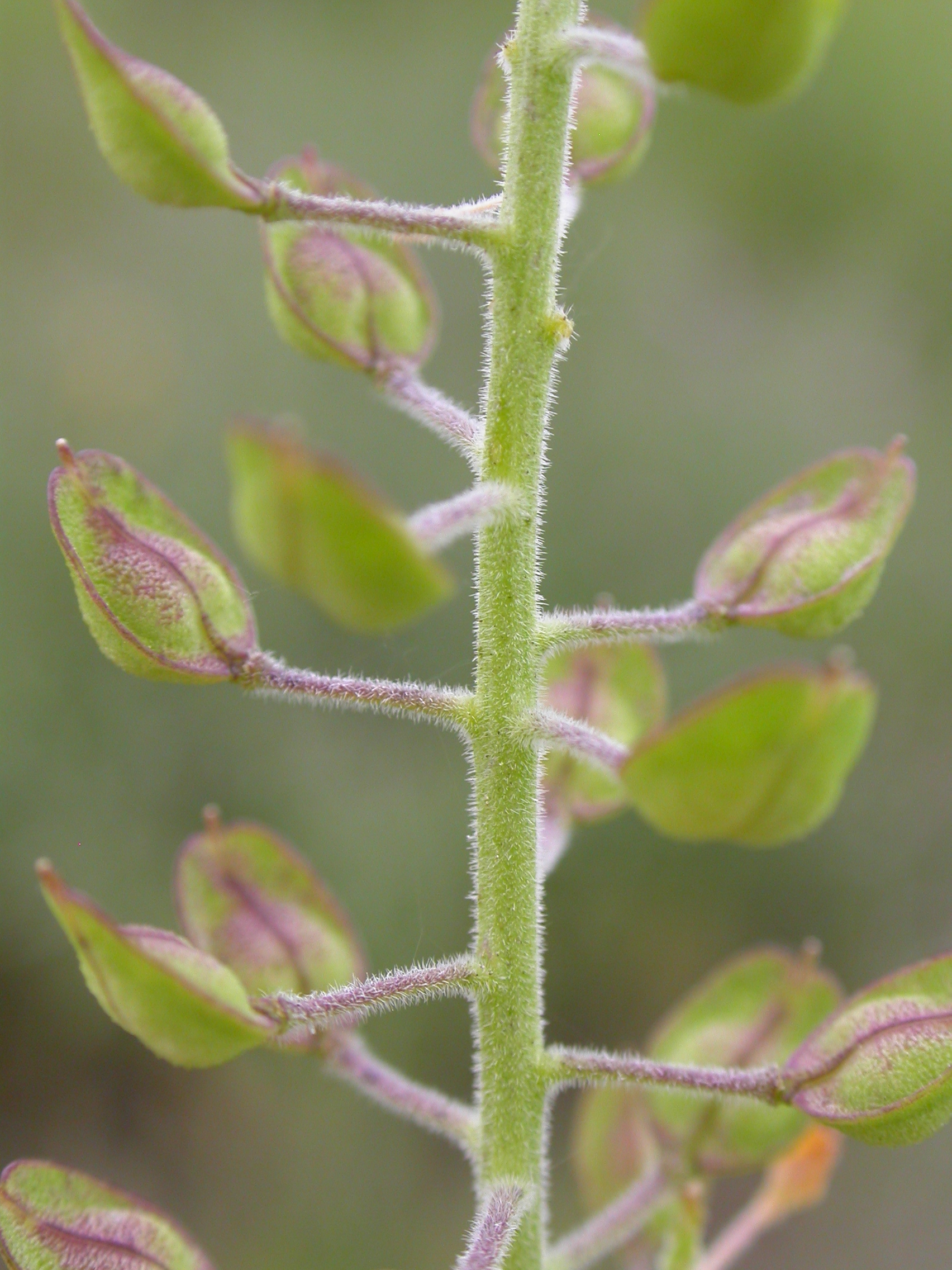
Šešulky